# Беляев, Александр Владимирович
Александр Владимирович Беляев (1 марта 1951, Оренбург — 27 марта 1998) — советский, российский композитор, поэт.

## Биография
Учился в Москве в Центральной музыкальной школе. В 1974 году окончил Московскую консерваторию им. Чайковского по классу композиции профессора Т. Н. Хренникова.
С 1974 года работал музыкальным редактором на «Мосфильме».
Член Союза композиторов с 1981 года, Союза кинематографистов — с 1995 года.

### Семья
Отец — Владимир Сергеевич Беляев (1919—1984) — кинодраматург, писатель; мать — Лилия Васильевна Большакова (1925—-2010) — домохозяйка.
Жена — Беляева Алла Владимировна-инженер системотехник; Дочь — Мария (р. 1990), актриса театра и кино.

## Творчество
С 1976 года писал музыку для кино.
избранная фильмография
- 1978 Молодость (выпуск 1-й; киноальманах) — новелла «Ангел мой»[4]
- 1979 Огни цирка (км)
- 1980 И вечный бой… Из жизни Александра Блока(тв)
- 1982 Две главы из семейной хроники
- 1984 Время желаний
- 1992 В поисках золотого фаллоса
- 1993 Стреляющие ангелы
- 1994 Джонатан — друг медведей / итал. Jonathan degli orsi (Россия, Италия)
- 1995 Мелкий бес
- 1996 Страшная мысль (км)
- 1997, 2003 — Не будем проклинать изгнание
- 1997 "Полицейские и воры "
- 2008 « Здесь у нас как сад и никакой печали» ,

### Поэт
В 1999 году в издательстве «Московский рабочий» вышел его сборник стихов.
- Беляев А. В. Вертоград : Стихи и проза. — М : Моск. рабочий, 1999. — 127 с. — 800 экз. — ISBN 5-239-01356-X